# Korsykańska Wikipedia
Korsykańska Wikipedia – edycja Wikipedii w języku korsykańskim, założona 9 grudnia 2003 roku.
Na dzień 18 lutego 2007 roku edycja ta liczyła 5315 artykułów. W rankingu wszystkich edycji językowych, opublikowanym w dniu 1 lutego tegoż roku, zajmowała 77. pozycję.